# Benedetto Giovio
Benedetto Giovio (Como, 1471 – Como, 3 agosto 1545) è stato un notaio e storico italiano.

## Biografia
Fu il figlio primogenito di Luigi Zobio (Iovius  o Jovius è la latinizzazione del cognome di famiglia Zobio), di estrazione patrizia e di professione notaio, e di Elisabetta Benzi. 
La famiglia, forse originaria dell'Isola Comacina, pur di nobile ascendenza (a poco prima della nascita del fratello Paolo risaliva l'ammissione alla dignità di decurione del Comune di Como), non disponeva di mezzi finanziari considerevoli. 
In gioventù Benedetto compì studi giuridici che lo portarono a intraprendere la professione di notaio, seguendo in questo il nonno Giovanni e il padre. Inoltre, si formò anche con una discreta cultura umanistica: studiò greco  con Demetrio Calcondila a Milano.
Alla morte del padre (avvenuta approssimativamente attorno al 1500), assunse il ruolo di guida e di maestro dei fratelli minori, tra cui Paolo, storico e Vescovo di Nocera. I suoi fratelli ebbero grande considerazione e rispetto per il fratello Benedetto, come testimoniato dalle lettere dello stesso Paolo, che a lui si rivolgeva usando sempre formule quali "honorande", "honorandissime" o "colendissime frater".
Dal 1494 entrò a far parte del Collegio dei notai di Como. Dal 1503 era anche cancelliere della curia vescovile della città. Dal 1512 fece parte, come da tradizione familiare, del Collegio dei decuriones di Como e ricoprì diverse cariche pubbliche: fu tra i savi di provvisione, console di Giustizia e, dal 1533 fino alla morte, cancelliere del Comune.
Si sposò con Maria Raimondi, da cui ebbe sei figli: quattro maschi (Francesco, Alessandro, Cecilio, Giulio) e due femmine. Nella sua vita, quasi interamente trascorsa a Como impegnato nella professione notarile, negli studi umanistici e nel seguire gli affari di famiglia, svolse un ruolo importante il fratello Paolo, che, attraverso la carriera in Curia, si adoperò, seguendo una ben definita ed esplicita strategia familiare, ad aiutare Benedetto nella sistemazione dei suoi figli.
Tra gli affari di famiglia che Benedetto Giovio seguiva a Como, vi fu anche il mantenimento e l'ampliamento della casa e del museo che il fratello Paolo aveva progettato.
Nel 1530, con i suoi figli e il fratello Paolo, fu insignito da Carlo V del titolo di Conte palatino con dispensa dall'obbligo di dare alloggio alle truppe imperiali.
Morì a Como il 3 agosto 1545 e fu sepolto con grandi onori nella cattedrale della città, nella quale si conserva ancora la sua epigrafe funeraria apposta dai figli nel 1556.
Dopo la morte, il fratello Paolo compose per lui un elogio che si trova stampato, insieme con un ritratto di Benedetto, nella galleria degli Elogia virorum literis illustrium.
Presso il Museo civico di Como si conservano due tondi marmorei raffiguranti Benedetto Giovio eseguiti da Cristoforo Solari.

## Opere
L'opera principale composta da Benedetto Giovio è sicuramente la Historia patria, in due libri. 
Il primo libro è dedicato alla ricostruzione delle origini e della storia della città di Como fino all'anno 1532; il secondo, a completamento del precedente, presenta un elenco dei vescovi di Como e dei luoghi sacri della città e del contado, tratta del sito originario della città, dei suoi più antichi edifici e degli uomini più illustri di Como, dal poeta Cecilio Stazio a suo fratello Paolo. L'Historia fu stampata per la prima volta nel 1629 a Venezia, per le cure di Sigismondo Boldoni, dall'editore Antonio Pinello. L'attuale edizione di riferimento è quella curata da F. Fossati nelle Opere scelte del Giovio (Como, 1887). L'edizione Fossati della Historia è stata poi ristampata, con l'aggiunta di alcune osservazioni di M. Gianoncelli sulla sua tradizione manoscritta (Como, 1982).
Inoltre, compose numerose poesie latine, delle quali la maggior parte è inedita ed è conservata in diversi manoscritti soprattutto comaschi e milanesi. 
Mentre era vivo, furono stampati un De Venetis Gallicum trophaeum e alcuni Disticha ad Franciscum Iulium Calvum, presenti all'interno dei Sacra et satyrica epigrammata di Ludovico Pittorio . 
Tra le "Opere scelte" di Benedetto Giovio sono state stampate anche alcune altre composizioni poetiche in latino, fino a quel momento inedite o, altrimenti, che avevano conosciuto una circolazione molto limitata o in traduzione fra il XVIII e il XIX secolo: si tratta del De fontibus, composto nel 1529 a seguito di una febbre terzana che aveva provocato al Giovio una grande arsura, e del De tribus divis monticuli Donato, Lugutione, Aemilio.
Legate alla attività di Benedetto Giovio come erudito locale sono la trattazione sull'origine comasca di Plinio il Giovane, anch'essa inedita (Enarratio praefationis Historiae naturalis C. Plinii Secundi), e una raccolta epigrafica compilata tra la fine del XV e il primo decennio del XVI secolo (Veterum monumentorum quae tum Comi tum eius in agro reperta sunt collectanea). 
Si tratta della più importante raccolta epigrafica comense, di cui resta testimonianza in diverse stesure e che venne usata da Theodor Mommsen per il suo Corpus Inscriptionum Latinarum. 
A Benedetto Giovio si deve anche il Futurus apparatus et exornatio urbis Novocomensis in adventu Caroli V, ancora inedito, descrizione dei festeggiamenti avvenuti in Como nel 1541 in occasione della visita di Carlo V. 
Eseguì inoltre alcune traduzioni dal greco in latino, tra le quali si ricordano un'orazione di Giovanni Crisostomo, l'XI canto dell'Odissea e l'Ero e Leandro di Museo.
Tra il 1520 e il 1521, partecipò alle fasi finali piuttosto travagliate della pubblicazione dell'edizione tradotta, commentata e illustrata del De architectura di Vitruvio. La scelta di Giovio da parte dell'organizzatore e finanziatore dell'impresa editoriale, Luigi Pirovano, si può spiegare considerando che egli era considerato la figura più prestigiosa di studioso nella Como del suo tempo, con competenze specifiche nello studio delle antichità. 
Recentemente si è scoperto il manoscritto autografo di Cesare Cesariano che contiene commenti e illustrazioni relativi all'ultima parte dell'opera ; grazie a questo manoscritto è stato possibile precisare maggiormente il ruolo che Giovio ebbe con Bono Mauro nel completamento dell'opera e il rapporto che Giovio ebbe con il Cesariano, rapporto che non fu di collaborazione, bensì di controllo per conto del Pirovano. 
Da questa situazione conseguì che Giovio e Mauro di fatto assunsero il posto del Cesariano nella redazione della parte finale del commento, nel momento in cui questi, proprio a causa della scarsa fiducia che l'editore gli mostrava, decise di abbandonare l'opera poco prima della pubblicazione. 
Della vicenda resta testimonianza anche in alcune lettere di scusa e di chiarimento di Benedetto Giovio al Cesariano, il quale, però, in un'annotazione presente nel manoscritto madrileno, lo ricordava come "notaruzo".
Nei volumi contenenti gli atti rogati da Giovio in circa cinquanta anni di attività, si conservano anche appunti di carattere storico, notizie sulla famiglia, composizioni poetiche e ricordi personali e cittadini, che a tutt'oggi non sono mai stati né pubblicati né studiati.
Benedetto Giovio ha, infine, lasciato molte lettere, edite e inedite, che testimoniano una rete di rapporti con i potenti e gli studiosi del tempo, spesso da lui interpellati al puro fine encomiastico o in circostanze del tutto occasionali. 
È il caso di Erasmo da Rotterdam, di cui esiste una lettera a Benedetto sulla questione, posta dallo stesso Giovio, relativa all'interpretazione di un passo del Vangelo di Giovanni. 
Oltre ai familiari, in primo luogo il fratello Paolo e i figli, corrispondenti di Benedetto furono, fra gli altri, Andrea Alciato, Pietro Aretino, i fratelli Francesco e Marco Fabio Calvo, Gaudenzio Merula e, fra gli uomini politici, l'imperatore Carlo V, Papa Paolo III, Cosimo I de' Medici. 
Le Lettere di Benedetto Giovio sono state pubblicate a cura di S. Monti nel Periodico della Società storica comense.
Nel 1881, a Benedetto Giovio era stata attribuita da E. Motta la cosiddetta Balci descriptio Helvetiae, una sintetica descrizione della Svizzera, pubblicata a cura di A. Bernoulli, con il titolo De antiquitate, de moribus et terra Svitensium… opusculum perbreve.